# Jan de Korver
Jan Willem de Korver (Dordrecht, 31 januari 1921 – Wassenaar, 23 oktober 1982) was Engelandvaarder.
De Korver studeerde mijnbouwkunde aan de Technische Hogeschool Delft. Na de demobilisatie van 1940 liep hij stage in Den Haag. Daar werd hij met wat vrienden opgepakt. Hij mocht niet meer zijn studie aan de TU vervolgen en vond een baan bij het Bedrijfschap voor Zuivel. Daar ontmoette hij onder meer Jan de Brabander (*1917), die met zijn oudere broer bij zijn ouders in Scheveningen woonde. Jan de Brabander was fanatiek zeiler samen met zijn joodse vriend Simon Fonteijn (1917-1942) en diens broer Leo (Lehman, 1915-1942). In 1941 richtte het viertal vrienden een eigen verzetsgroepje op. Ze verzamelden informatie en maakten foto's. Ook kregen ze van de broer van Jan de Brabander, die in contact stond met de Vrij Nederland-groep, foto's en papieren over de Duitse versterkingen. Ook pleegde hun groep, samen met Jan de Jager, een overval op het NSB-huis in het Belgisch Park en bemachtigde zo ontwerptekeningen van de bunkersystemen voor de kustverdediging.

## Engelandvaart
Eerste poging
Het viertal maakte in 1941 plannen om met een opvouwbare kano naar Engeland te gaan. Ze hadden twee buitenboordmotoren geregeld. Op 23 december 1941 namen Simon Fonteijn en Jan de Brabander de boot mee naar het Seinpostduin, Jan de Korver en de broer van Jan de Brabander namen ieder een buitenboordmotor mee. Toen ze vertrokken, gingen Fonteijn en De Brabander weg, de andere twee bleven op het strand achter. Nadat ze een aantal uren gevaren hadden en daarbij steeds veel water maakten, gooiden ze de te zware motoren over boord. De wind blies hen terug naar de Hollandse kust en ongezien kwamen ze bij Monster aan land. Door de duinen wandelden ze terug naar Scheveningen.   
Tweede poging
De familie Fonteijn had gehoord dat er een aantal joden graag naar Engeland wilden gaan. Als het groepje van Jan de Brabander voor een schokker kon zorgen, zouden zij betalen. Om aan zo'n boot te komen vroeg Willem van Wieringen (1898-1942), de broer van Rosetta Fonteijn-van Wieringen (1893-1972), advies aan Aalbert de Jong, een voormalig Scheveningse haringvisser, wiens boot in beslag was genomen. Hij werkte sindsdien op vliegveld Ypenburg en beweerde communist te zijn en dus anti-Duits. Op Ypenburg werkte ook NSB'er Dirk Storm, eveneens uit Scheveningen. Albert vertelde aan Dick Storm dat hij een boot zocht voor joden die wilden vluchten. Het verraad begon vaste vormen aan te nemen. Ook Leo Poos en Marten Slagter, twee Haagse rechercheurs (later van de Schutzpolizei) raakten erbij betrokken, hoewel slechts zijdelings.
De groep toekomstige Engelandvaarders bestond uit twaalf personen, Albert (stiefzoon van Jacob Cohen) en Philip Beek, Jan de Brabander, Eduard Diamant, de broers Simon en Leo Fonteijn, Jan de Korver, Albert Levy, Alexander Mazeï, Siegfried Seemann, Willem van Wieringen en zijn zoon Simon (*1923). A. Groen (alias Jacob Cohen) zou meegaan maar werd al vier dagen voor vertrek op zijn schuiladres (Nachtegaalplein 16) in de Haagse Vogelwijk gearresteerd. De vertrekdatum werd vastgesteld op de nacht van 4 januari 1942.
Enkele uren eerder was het schip, de SCH 81, de haven van Scheveningen binnengelopen. Het schip was voor het plan door de Duitsers geleend van NSB'er Simon Vrolijk, een van de directeuren van Scheveningse N.V. Vischhandel, Reederij en IJsfabriek v.h. Frank Vrolijk.
De Korver en De Brabander liepen op 4 januari met Eddy Diamant naar de haven, ieder een aktetas met een pistool en wat eten onder de arm. Ze kwamen als eersten aan boord en Albert de Jong nam hen mee naar het vooronder, alwaar zij hun eerder gebrachte bagage zagen liggen. Ook de anderen kwamen aan boord en werden naar het vooronder gebracht. Van Wieringen betaalde De Jong ongeveer 5000 gulden, waarna hij dacht dat de vluchtboot tegen zonsopgang zou vertrekken. Storm zou als schipper meegaan.
Het schip bleef echter de hele zondag in de haven liggen. De Jong bracht een bezoek aan mevrouw van Wieringen om te vertellen dat het vertrek was uitgesteld wegens te harde wind. Hij vroeg haar ook om boterhammen voor de vluchtelingen te maken. Nadat er twee politiewagens waren aangekomen werden de vluchtelingen en hun bagage van het schip afgehaald. De twaalf passagiers werden naar het Oranjehotel overgebracht. Alleen Jan de Korver en Jan de Brabander overleefden het verraad.

## Na de oorlog
De Korver werkte voor Shell. Hij werd regelmatig naar posten in het buitenland gestuurd. Zo werden zijn zonen Cees en Jan Willem in Djambi geboren.

## Trivia
- De moeder van de broers Fonteijn heette Rosetta Fonteijn-van Wieringen en was een zuster van Willem van Wieringen.
- Onderzoek naar het hierboven beschreven verraad en de activiteiten van de SCH 81 tijdens de oorlog werd gedaan door Piet Spaans.
- Omroep MAX oprichter Jan Slagter is familie van Marten Slagter.